# Kalle Videkull
FrostBeule oder frostBeule, bürgerlich Kalle Videkull (* 30. Juli 1988), ist ein ehemaliger schwedischer E-Sportler.
Er ist im Spiel Trackmania aktiv gewesen. Sein größter Erfolg war der Gewinn bei den World Cyber Games im Jahr 2010.

## Karriere
Videkull begann im Jahr 2006, Trackmania zu spielen. Sein größter Erfolg war der Gewinn der World Cyber Games im Jahre 2010. Früher war er bei n!faculty unter Vertrag, dann bei Team YoYo Tech und Team Acer.

## Erfolge
Die folgende Liste zeigt frostbeules wichtigste Erfolge. Ferner gewann er unzählige spielinterne Turniere.
| Jahr | Turnier                     | Platz    | Preisgeld  |
| ---- | --------------------------- | -------- | ---------- |
| 2008 | Electronic Sports World Cup | 1. Platz | 12.000 $   |
| 2008 | DreamHack Winter            | 2. Platz | 06.000 SEK |
| 2009 | DreamHack Summer            | 2. Platz | 09.000 SEK |
| 2009 | DreamHack Winter            | 1. Platz | 12.000 SEK |
| 2009 | World Cyber Games           | 2. Platz | 03.000 $   |
| 2010 | World Cyber Games           | 1. Platz | 07.000 $   |

Videkull selbst gibt an, das Preisgeld für den Sieg beim ESWC nie erhalten zu haben, weshalb er diese Veranstaltung seitdem boykottierte. Im Oktober 2014 gab er bekannt, mit den Veranstaltern der ESWC Frieden geschlossen zu haben und bekam die Genehmigung, das Event zu streamen. Ob er allerdings das Preisgeld erhalten hat, ist nicht bekannt.

## Auszeichnungen
- eSports Awards 2009 (Nordeuropa), Kategorie Spieler des Jahres: nominiert